# Корнелии
Корнелии (на латински: Cornelius; Cornelia) е името на една от най-познатите и големи фамилии в Древен Рим (gentes maiores).

## Клонове на Корнелиите
Патрициански клонове
- от 5 век пр.н.е. – Малугиненсис (Maluginenses):
- през 5 век пр.н.е. – Коси (Cossi)
- през 4 век пр.н.е. – Сципиони, Руфини и Лентули; (Scipionen, Rufini, Lentuli)
- от 3 век пр.н.е. – Долабели, Сули, Блазиони, Цетеги, Мерули; (Dolabellae, Sullae, Blasiones, Cethegi, Merulae)

Вероятно и Цина, Мамула, Сизена; (Cinnae, Mammulae, Sisennae). Най-голям клон са Лентул, най-известен е Сципион.

## Плебейски клонове
- Балби и всички Корнелии, които получават римско гражданство от Сула или по-късно, например Гали или Непоти.

## Обреди и интересно
Патрицианските Корнелии празнуват свои празници и погребват умрелите в земята; Сула е първият, който иска да е изгорен.

## Малугиненсис (Maluginenses)
- Сервий Корнелий Малугиненсис Кос, консул 485 пр.н.е.
- Луций Корнелий Малугиненсис Урицин (Кос), консул 459 пр.н.е.
- Марк Корнелий Малугиненсис, децемвир 450 и 449 пр.н.е.
- Марк Корнелий Малугиненсис, консул 436 пр.н.е.
- Публий Корнелий Малугиненсис, консулски военен трибун 404 пр.н.е.
- Публий Корнелий Малугиненсис, консулски военен трибун 397 и 390 пр.н.е.
- Публий Корнелий Малугиненсис Кос, консулски военен трибун 390, консул 393 пр.н.е.
- Сервий Корнелий Малугиненсис, консулски военен трибун 386, 384, 382, 380, 376, 370 и 368, magister equitum 361 пр.н.е.
- Сервий Корнелий Лентул Малугиненсис, суфектконсул 10 г.

## Сципион (Scipiones)
- Публий Корнелий Сципион (трибун), консулски военен трибун 395 и 394 пр.н.е.
- Луций Корнелий Сципион, консул 350 пр.н.е.
- Луций Корнелий Сципион Барбат, консул 298 пр.н.е.
- Гней Корнелий Сципион Азина, консул 260 и 254 пр.н.е.
- Луций Корнелий Сципион, консул 259 пр.н.е.
- Гней Корнелий Сципион Калв, консул 222 пр.н.е., брат на Публий, битки с Ханибал
- Публий Корнелий Сципион Азина, консул 221 пр.н.е.
- Публий Корнелий Сципион, баща на Сципион Старши и Сципион Азиатски, битки с Ханибал
- Публий Корнелий Сципион Африкански (Сципион Старши), консул 205 и 194, генерал, битка с Ханибал при Зама 203 пр.н.е.
- Публий Корнелий Сципион Назика, консул 191 пр.н.е.
- Луций Корнелий Сципион Азиатски, (Сципион Азиатски), консул 190 пр.н.е., брат на Сципион Старши
- Гней Корнелий Сципион Хиспал, консул 176 пр.н.е.
- Публий Корнелий Сципион, авгур, големият син на Сципион Старши и Емилия Паула
- Луций Корнелий Сципион, претор 174 пр.н.е., син на Сципион Старши и Емилия Паула
- Луций Корнелий Сципион, квестор 167 пр.н.е., син на консула от 190 пр.н.е.
- Публий Корнелий Сципион Назика Коркул, консул 162 и 155 пр.н.е.
- Публий Корнелий Сципион Емилиан Африкански (Сципион Емилиан, осиновен от Сципион авгур), консул 147 и 134 пр.н.е.
- Гней Корнелий Сципион Хиспан, претор 139 пр.н.е., син на консула от 176 пр.н.е.
- Публий Корнелий Сципион Назика Серапион, консул 138 пр.н.е.
- Публий Корнелий Сципион Назика Серапион, консул 111 пр.н.е.
- Публий Корнелий Сципион Назика, претор 93 пр.н.е., баща на Метел Сципион
- Луций Корнелий Сципион Азиатик, консул 83 пр.н.е.
- Квинт Цецилий Метел Пий Сципион, (осиновен от Квинт Цецилий Метел Пий), консул 52 пр.н.е., баща на Корнелия Метела
- Публий Корнелий Сципион Салвито, суфектконсул 35 пр.н.е., съпруг на Скрибония
- Публий Корнелий Сципион, консул 16 пр.н.е.
- Публий Корнелий Лентул Сципион, суфектконсул 2 г.
- Публий Корнелий Лентул Сципион, консул 24 г.
- Сервий Корнелий Сципион Салвидиен Орфит, консул 51 г.
- Публий Корнелий Лентул Сципион, консул 56 г.
- Публий Корнелий Сципион Азиатик, суфектконсул 68 г.
- Публий Корнелий Сципион, консул 56 г.
- Публий Корнелий Сципион Азиатик, суфектконсул 68 г.
- Сервий Корнелий Сципион Салвидиен Орфит, суфектконсул 82 г.
- Сервий Корнелий Сципион Салвидиен Орфит, консул 110 г.
- Сервий Корнелий Сципион Салвидиен Орфит, консул 149 г.
- Сервий Корнелий Сципион Салвидиен Орфит, консул 178 г.
- Квинт Цецилий Метел Пий Сципион, консул 52 пр.н.е.
- Корнелия Африканска Старша‎ (* 201 пр.н.е.), майка на Публий Корнелий Сципион Назика Серапион
- Корнелия Африканска Младша (190 – 100 пр.н.е.), майка на Тиберий Гракх и Гай Гракх
- Корнелия Сципиона (46 – 16 пр.н.е.), майка на Луций Емилий Павел, Марк Емилий Лепид и Емилия Лепида (* 22 пр.н.е.)

## Долабела (Dolabellae)
- Публий Корнелий Долабела (консул 283 пр.н.е.)
- Гней Корнелий Долабела (консул 159 пр.н.е.)
- Луций Корнелий Долабела, претор 100 пр.н.е.
- Гней Корнелий Долабела (консул 81 пр.н.е.)
- Гней Корнелий Долабела (претор 81 пр.н.е.)
- Публий Корнелий Долабела (претор 69 пр.н.е.)
- Публий Корнелий Долабела (консул 44 пр.н.е.)
- Публий Корнелий Долабела (консул 35 пр.н.е.)
- Публий Корнелий Долабела (консул 10 г.), проконсул в Африка 23 и 24 г.
- Публий Корнелий Долабела (консул 55 г.), суфектконсул
- Корнелий Долабела, близък на Август и Клеопатра
- Гней Корнелий Долабела, (69 г. убит от Вителий), втори съпруг на Петрония
- Сервий Корнелий Долабела Петрониан, консул 86 г.
- Сервий Корнелий Долабела Метилиан Помпей Марцел, суфектконсул 113 г.; син на консула от 86 г.
- Гней Корнелий Долабела (консул 81 пр.н.е.)

## Коси (Cossi)
- Сервий Корнелий Малугиненсис Кос, консул 485 пр.н.е.
- Сервий Корнелий Кос, консулски военен трубун 434 пр.н.е.
- Авъл Корнелий Кос (консул 428 пр.н.е.)
- Публий Корнелий Кос, консулски военен трубун 415 пр.н.е.
- Гней Корнелий Кос, консулски военен трубун 414, консул 409 пр.н.е.
- Авъл Корнелий Кос (консул 413 пр.н.е.)
- Публий Корнелий Рутил Кос, диктатор 408, консулски военен трубун 406 пр.н.е.
- Гней Корнелий Кос, консулски военен трубун 406, 404 и 401 пр.н.е.
- Публий Корнелий Малугиненсис Кос, консулски военен трубун 395, консул 393 пр.н.е.
- Сервий Корнелий Малугиненсис, консулски военен трубун 386, 384, 382, 380, 376, 370 и 368 пр.н.е.
- Авъл Корнелий Кос, диктатор 385 пр.н.е.
- Авъл Корнелий Кос, консулски военен трубун 369 и 367 пр.н.е.
- Авъл Корнелий Кос Арвина, консул 343, 332 пр.н.е., диктатор 322 пр.н.е.
- Кос Корнелий Лентул (консул 1 пр.н.е.)
- Кос Корнелий Лентул (консул 25 г.)
- Кос Корнелий Лентул (консул 60 г.)

## Блазиони (Blasiones)
- Гней Корнелий Блазион, консул 270, 257 пр.н.е., цензор 265 пр.н.е.
- Гней Корнелий Блазион, проконсул в Сицилия 194 пр.н.е.
- Публий Корнелий Блазион, посланик до племената карни, истри, яподи 170 пр.н.е., commissioner 168 пр.н.е.

## Мерула (Merulae)
- Луций Корнелий Мерула (консул 193 пр.н.е.)
- Гней Корнелий Мерула, легат на Сената 162 – 161 пр.н.е. в Египет
- Луций Корнелий Мерула, суфектконсул 87 пр.н.е.

## Лентули (Lentuli)
- Луций Корнелий Лентул (консул 327 пр.н.е.)
- Луций Корнелий Лентул (сенатор)
- Сервий Корнелий Лентул (375 – 320 пр.н.е.), дядо на консула от 303 пр.н.е.
- Сервий Корнелий Лентул (консул 303 пр.н.е.)
- Луций Корнелий Лентул Кавдин (консул 275 пр.н.е.)
- Луций Корнелий Лентул Кавдин (консул 237 пр.н.е.)
- Публий Корнелий Лентул Кавдин, консул 236 пр.н.е.
- Публий Корнелий Лентул (претор 214 пр.н.е.)
- Сервий Корнелий Лентул (едил), едил 207 пр.н.е.
- Публий Корнелий Лентул Кавдин, претор 203 пр.н.е.
- Гней Корнелий Лентул (консул 201 пр.н.е.)
- Луций Корнелий Лентул (консул 199 пр.н.е.)
- Сервий Корнелий Лентул, претор 169 пр.н.е. (син на едила от 207 пр.н.е.)
- Публий Корнелий Лентул, суфектконсул 162 пр.н.е.
- Луций Корнелий Лентул Луп, консул 156 пр.н.е.
- Гней Корнелий Лентул (консул 146 пр.н.е.)
- Луций Корнелий Лентул, претор 140 пр.н.е., донася съобщението за победата в Пидна
- Луций Корнелий Лентул (консул 130 пр.н.е.)
- Гней Корнелий Лентул (консул 97 пр.н.е.)
- Гней Корнелий Лентул Клодиан, консул 72 пр.н.е.
- Публий Корнелий Лентул Сура, консул 71 пр.н.е., от главните участници в заговора на Катилина
- Гней Корнелий Лентул, народен трибун 68 пр.н.е.
- Публий Корнелий Лентул Спинтер, консул 57 пр.н.е.
- Публий Корнелий Лентул Спинтер, политик, убит 42 пр.н.е.
- Луций Корнелий Лентул Крус, консул 49 пр.н.е.
- Гай Корнелий Лентул Батиат, собственик на гладиаторско училище, (Въстание на Спартак)
- Публий Корнелий Лентул Марцелин, квестор 48 пр.н.е. при Цезар
- Луций Корнелий Лентул (консул 38 пр.н.е.)
- Гней Корнелий Лентул (консул 18 пр.н.е.)
- Публий Корнелий Лентул Марцелин, консул 18 пр.н.е.
- Гней Корнелий Лентул Авгур, консул 14 пр.н.е.
- Луций Корнелий Лентул (консул 3 пр.н.е.)
- Кос Корнелий Лентул (консул 1 пр.н.е.)
- Публий Корнелий Лентул Сципион (консул 2 г.)
- Сервий Корнелий Лентул Малугиненсис, суфектконсул 10 г.
- Публий Корнелий Лентул Сципион (консул 24 г.)
- Кос Корнелий Лентул (консул 25 г.)
- Гней Корнелий Лентул Гетулик (консул 26 г.)
- Публий Корнелий Лентул (консул 27 г.)
- Гней Корнелий Лентул Гетулик, суфектконсул 55 г.
- Кос Корнелий Лентул, консул 60 г. заедно с Нерон
- Публий Лентул, управител на Йерусалим, Юдея преди Пилат Понтийски, пише писмо с външното описание на Исус Христос.

## Руфини (Rufini)
- Публий Корнелий Руфин, диктатор 333 пр.н.е.
- Публий Корнелий Руфин, консул 290 и 277 пр.н.е.
- Публий Корнелий Руфин Сула, претор 212 пр.н.е.
- Публий Корнелий Руфин Сула, претор 186 пр.н.е.

## Мамули (Mammulae)
- Авъл Корнелий Мамула (претор 217 пр.н.е.)
- Авъл Корнелий Мамула (претор 191 пр.н.е.)
- Публий Корнелий Мамула, претор 180 пр.н.е.
- Марк Корнелий Мамула, римски посланик 173 пр.н.е. в Египет

## Цетеги (Cethegi)
- Марк Корнелий Цетег (консул 204 пр.н.е.)
- Гай Корнелий Цетег (консул 197 пр.н.е.)
- Публий Корнелий Цетег (консул 181 пр.н.е.)
- Марк Корнелий Цетег (консул 160 пр.н.е.)
- Гай Корнелий Цетег, сенатор, от Заговор на Катилина 63 пр.н.е.
- Сервий Корнелий Цетег, консул 24 г.
- Марк Гавий Корнелий Цетег, консул 170 г.

## Цина (Cinnae)
- Луций Корнелий Цина, консул 127 пр.н.е.
- Луций Корнелий Цина, четири пъти консул от 87 до 84 пр.н.е.; баща на Корнелия Цина
- Корнелия Цина (94 – 68 пр.н.е.), първата съпруга на Юлий Цезар, майка на Юлия Цезарис
- Луций Корнелий Цина, претор 44 пр.н.е.
- Луций Корнелий Цина, суфектконсул 32 пр.н.е.
- Гней Корнелий Цина Магн, консул 5 г.; внук на Помпей Велики

## Сула (Sullae)
- Публий Корнелий Сула, фламин около 270 – 250 пр.н.е.
- Публий Корнелий Руфин Сула, претор 212 пр.н.е.
- Публий Корнелий Руфин Сула (претор), претор 186 пр.н.е.
- Луций Корнелий Сула, баща на диктатора Сула
- Луций Корнелий Сула, консул 88 и 80 пр.н.е., диктатор 82 – 79 пр.н.е.
- Сервий Корнелий Сула, брат на диктатора Сула
- Корнелия Сула, дъщеря на Юлия Корнелия и майка на Помпея Сула (съпругата на Юлий Цезар)
- Публий Корнелий Сула, номиниран за консул 65 пр.н.е.
- Луций Корнелий Сула, син на Публий Корнелий Сула
- Корнелий Сула Феликс, сенатор, жрец (Frater arvalis) и роднина на диктатора Сула
- Фауст Корнелий Сула, сенатор, син на диктатора, близнак на Корнелия Фауста и баща на следващия
- Фауст Корнелий Сула, суфектконсул 31 г., син на Фауст Корнелий Сула и Помпея Магна
- Луций Корнелий Сула Феликс (консул 33 г.)
- Корнелия Сула Луция, дъщеря на Фауст Корнелий Сула и Помпея Магна
- Фауст Корнелий Сула Феликс, консул 52 г., съпруг на Клавдия Антония

## Сизени (Sisennae)
- Луций Корнелий Сизена, сенатор, оратор, историк, претор 78 пр.н.е.

## Жени
- Корнелия Африканска, (* 190 пр.н.е. – 100 пр.н.е.), дъщеря на Сципион Африкански, майка на Тиберий Гракх и Гай Гракх
- Корнелия Африканска Старша, дъщеря на Сципион Африкански, съпруга на Публий Корнелий Сципион Назика Коркул
- Корнелия Метела, петата съпруга на Помпей Велики
- Корнелия Сула Луция, дъщеря на Фауст Корнелий Сула и Помпея Магна
- Корнелия Постума, дъщеря на римския диктатор Луций Корнелий Сула
- Корнелия Фауста, дъщеря на Сула, съпруга на Гай Мемий и Тит Аний Мило
- Корнелия Сизена, съпруга на Тит Статилий Тавър (консул 26 пр.н.е.)
- Корнелия Сула, майка на Помпея (втората съпруга на Юлий Цезар)
- Корнелия Сципиона, дъщеря на Публий Корнелий Сципион Салвито, втората съпруга на Павел Емилий Лепид
- Корнелия Цина, първата съпруга на Цезар
- Корнелия Цина, дъщеря на Луций Корнелий Цина, съпруга на Гней Домиций Ахенобарб (претор)
- Корнелия Марулина, съпруга на Марк Пупиен Африкан
- Коскония Лентули Малигуненсис Галита, дъщеря на Гней Корнелий Лентул Авгур, майка на Луций Елий Сеян
- Грация, дъщеря на Марк Корнелий Фронтон,
- Юлия Корнелия, майка на Корнелия Сула
- Корнелия (съпруга на Лепид), първата съпруга на триумвир Марк Емилий Лепид
- Корнелия Лентула, дъщеря на Кос Корнелий Лентул, съпруга на Гай Калвизий Сабин
- Корнелия (весталка) († 91 г.)